# Ente Gestione e Liquidazione Immobiliare
Die Ente Gestione e Liquidazione Immobiliare (EGELI) war eine Behörde, die 1939 zur Zeit des Italienischen Faschismus zur Verwaltung und Verwertung jüdischer Immobilien gegründet worden ist. Nach dem Krieg war sie für die Restitution des vormals jüdischen Vermögens zuständig.

## Geschichte
Das faschistische Italien übernahm aus Opportunismus eine antisemitische Politik mit der Zielsetzung „nicht verfolgen, sondern diskriminieren“. Am 17. November 1938 trat im Rahmen der italienischen Rassengesetze das Königliche Dekret n. 1728 in Kraft, mit dem unter anderem Juden und jüdisches Vermögen definiert und erfasst wurde. Mit dem Königlichen Dekret n. 126 vom 9. Februar 1939 war es Juden verboten Grundbesitz von mehr als 20.000 Lire sowie landwirtschaftliches Eigentum von mehr als 5.000 Lire zu besitzen. Darüber hinausgehender Grundbesitz musste von den jüdischen Besitzern auf die eigens dafür 1939 gegründete EGELI gegen eine 30-jährige Schuldverschreibung übertragen werden. Die EGELI verwaltete und verwertete die Immobilien für das italienische Finanzministerium. Nach dem 8. September 1943 wurde der Hauptsitz der EGELI in die Lombardei nach San Pellegrino verlegt. Mit der Konstituierung der Marionettenregierung der Italienischen Sozialrepublik Ende 1943 erließ der Ministerrat am 16. Dezember 1943 neue verschärfte Richtlinien, die am 4. Januar 1944 in Kraft traten. Mit der Gesetzesänderung konnte das Vermögen der Juden in den von der RSI kontrollierten Gebieten vollständig konfisziert und das Sachvermögen der EGELI zur Verwertung übertragen werden. Die Gesetzesverschärfung folgte nur wenige Wochen dem von Innenminister Guido Buffarini-Guidi unterzeichneten Polizeierlass Nr. 5 vom 30. November 1943, mit dem die Verhaftung aller Juden in der Italienischen Sozialrepublik angeordnet worden war.
Nach dem Krieg wurde die Führungsspitze durch das Nationale Befreiungskomitee ausgewechselt und die EGELI mit der Rückerstattung der von ihr verwalteten Vermögen betraut. Wie viel konfisziert und durch die EGELI zwischen 1939 und 1945 weiterverkauft wurde, ist laut Furio Moroni unklar. Laut Guri Schwarz gelang die Rückerstattung mit einigem Aufwand und Verzögerungen fast zur Gänze. Am 13. November 1957 wurde die EGELI aufgelöst, die Abwicklung der Restfälle und des Restvermögens durch das Finanzministerium dauerte bis ins Jahr 1997.